# جو كلير (مقدم برامج إذاعية)
جو كلير (بالإنجليزية: Joe Clair)‏ هو مقدم برامج إذاعية أمريكي، ولد في 1967.

## وصلات خارجية
- جو كلير على موقع IMDb (الإنجليزية)
- جو كلير على موقع قاعدة بيانات الفيلم (الإنجليزية)